# Comuna Volodîmîrivka, Tarașcea
Volodîmîrivka (în ucraineană Володимирівка) este o comună în raionul Tarașcea, regiunea Kiev, Ucraina, formată din satele Cervoni Iarî și Volodîmîrivka (reședința).

## Demografie
Componența lingvistică a comunei Volodîmîrivka
     Ucraineană (97,88%)
     Rusă (1,99%)
     Alte limbi (0,13%)
Conform recensământului din 2001, majoritatea populației comunei Volodîmîrivka era vorbitoare de ucraineană (97,88%), existând în minoritate și vorbitori de rusă (1,99%).